# ウィリアム・クエバス
ウィリアム・エンリケ・クエバス・オソリオ（William Enrique Cuevas Osorio, 1990年10月14日 - ）は、ベネズエラのアラグア州トゥルメロ出身のプロ野球選手（投手）。右投両打。

## 経歴

### プロ入りとレッドソックス時代
2008年にアマチュア・フリーエージェントでボストン・レッドソックスと契約してプロ入り。2015年まで傘下のマイナーチームでプレーした。
2016年はAAA級ポータケット・レッドソックスで開幕を迎えた。4月20日に40人枠に登録され、翌日のタンパベイ・レイズ戦でメジャーデビューを果たした。この年はメジャーで3試合に登板して0勝1敗、防御率3.60の成績を記録した。オフにFAとなった。

### タイガース時代
2016年11月19日にデトロイト・タイガースとマイナー契約を結んだ。
2017年は、シーズン開幕前の3月に行われた第4回ワールド・ベースボール・クラシック（WBC）に母の出身国であるコロンビア代表として出場した。開幕はAAA級トレド・マッドヘンズで迎えたが、4月13日にメジャーに昇格し、翌日のクリーブランド・インディアンス戦に登板したが、1/3回で4失点と打ち込まれ、5月27日にDFAとなり、6月1日に自由契約となった。

### マーリンズ傘下時代
2017年6月7日にマイアミ・マーリンズとマイナー契約を結んだ。傘下のAAA級ニューオーリンズ・ベビーケイクスで15試合に登板（先発11試合）に登板して2勝7敗、防御率5.43の成績を記録した。オフにFAとなった。

### レッドソックス復帰
2018年1月5日に古巣のレッドソックスとマイナー契約を結んだ。7月2日にメジャーに昇格した。この年はメジャーで9試合に登板して0勝2敗、防御率7.41の成績を記録した。チームはポストシーズンに進出したが、自身はロースターから外れた。オフに韓国でのプレーを望みレッドソックスに退団を要求した。

### 第一次KT時代
2018年11月20日に要求が受理されてFAとなり、その後KBOリーグのKTウィズと契約した。
2019年は先発の一角として30試合に登板して13勝10敗、防御率3.62の成績を記録した。オフの12月2日にKTと1年90万ドルで再契約した。
2020年は2年連続二ケタ勝利となる10勝を記録。
2021年はレギュラーシーズンでは9勝にとどまるも、10月31日のリーグ史上初となるサムスン・ライオンズとのレギュラーシーズン優勝決定戦で先発し勝利投手となり、KTの韓国シリーズ初出場・初優勝に貢献した。
2022年は4月2日のシーズン開幕戦で開幕投手を務めた。だがその後は肘痛で1試合に登板したのみで、代役の外国人選手ウェス・ベンジャミンと契約したため5月19日にウェーバー公示され、5月26日に自由契約選手となった。

### メキシカンリーグ時代
2022年7月14日にリーガ・メヒカーナ・デ・ベイスボルのメキシコシティ・レッドデビルズと契約した。しかしわずか1試合の登板（2/3回を4失点）で自由契約となった。

### ドジャース傘下時代
2023年は開幕前の3月に開催された第5回WBCにコロンビア代表として2大会連続で出場した。4月6日にロサンゼルス・ドジャースとマイナー契約を結んだ。

### 第二次KT時代
2023年6月9日、1年ぶりにKTウィズと契約し復帰した。
2025年7月11日、ウェーバー公示され、7月18日、自由契約選手となった。

### 中信兄弟時代
2025年7月26日、台湾プロ野球の中信兄弟と契約した。

## 詳細情報

### 年度別投手成績
| 年 度    | 球 団    | 登 板 | 先 発 | 完 投 | 完 封 | 無 四 球 | 勝 利 | 敗 戦 | セ 丨 ブ | ホ 丨 ル ド | 勝 率 | 打 者 | 投 球 回 | 被 安 打 | 被 本 塁 打 | 与 四 球 | 敬 遠 | 与 死 球 | 奪 三 振 | 暴 投 | ボ 丨 ク | 失 点 | 自 責 点 | 防 御 率 | W H I P |
| -------- | -------- | ----- | ----- | ----- | ----- | -------- | ----- | ----- | -------- | ----------- | ----- | ----- | -------- | -------- | ----------- | -------- | ----- | -------- | -------- | ----- | -------- | ----- | -------- | -------- | ------- |
| 2016     | BOS      | 3     | 0     | 0     | 0     | 0        | 0     | 1     | 0        | 0           | .000  | 24    | 5.0      | 5        | 0           | 6        | 0     | 0        | 3        | 0     | 0        | 2     | 2        | 3.60     | 2.20    |
| 2017     | DET      | 1     | 0     | 0     | 0     | 0        | 0     | 0     | 0        | 0           | .000  | 5     | 0.1      | 3        | 0           | 0        | 0     | 1        | 1        | 0     | 0        | 4     | 4        | 108.00   | 9.00    |
| 2018     | BOS      | 9     | 1     | 0     | 0     | 0        | 0     | 2     | 0        | 1           | .000  | 84    | 17.0     | 20       | 3           | 11       | 0     | 4        | 20       | 2     | 0        | 14    | 14       | 7.41     | 1.82    |
| 2019     | KT       | 30    | 30    | 0     | 0     | 0        | 13    | 10    | 0        | 0           | .565  | 760   | 184.0    | 153      | 18          | 63       | 0     | 12       | 135      | 4     | 0        | 80    | 74       | 3.62     | 1.17    |
| 2020     | KT       | 27    | 27    | 0     | 0     | 0        | 10    | 8     | 0        | 0           | .556  | 668   | 158.0    | 152      | 16          | 46       | 0     | 9        | 110      | 4     | 0        | 80    | 72       | 4.10     | 1.25    |
| 2021     | KT       | 23    | 23    | 1     | 1     | 0        | 9     | 5     | 0        | 0           | .643  | 580   | 133.1    | 131      | 11          | 51       | 0     | 3        | 137      | 6     | 0        | 68    | 61       | 4.12     | 1.37    |
| 2022     | KT       | 2     | 2     | 0     | 0     | 0        | 1     | 0     | 0        | 0           | 1.000 | 40    | 11.0     | 2        | 1           | 5        | 0     | 1        | 8        | 2     | 0        | 3     | 3        | 2.45     | 0.64    |
| 2023     | KT       | 18    | 18    | 0     | 0     | 0        | 12    | 0     | 0        | 0           | 1.000 | 460   | 114.1    | 95       | 4           | 24       | 1     | 2        | 100      | 5     | 0        | 33    | 33       | 2.60     | 1.04    |
| MLB：3年 | MLB：3年 | 13    | 1     | 0     | 0     | 0        | 0     | 3     | 0        | 1           | .000  | 113   | 22.1     | 28       | 3           | 17       | 0     | 5        | 24       | 2     | 0        | 20    | 20       | 8.06     | 2.01    |
| KBO：5年 | KBO：5年 | 100   | 100   | 1     | 1     | 0        | 45    | 22    | 0        | 0           | .672  | 2508  | 600.2    | 533      | 59          | 189      | 1     | 27       | 490      | 21    | 0        | 264   | 243      | 3.64     | 1.20    |

- 2023年度シーズン終了時

### 背番号
- 63（2016年 - 2017年）
- 67（2018年）
- 32（2019年 - 2022年、2023年途中 - 2025年途中）
- 24（2025年途中 - ）

### 代表歴
- 2017 ワールド・ベースボール・クラシック・コロンビア代表
- 2023 ワールド・ベースボール・クラシック・コロンビア代表